# 朱梅麟

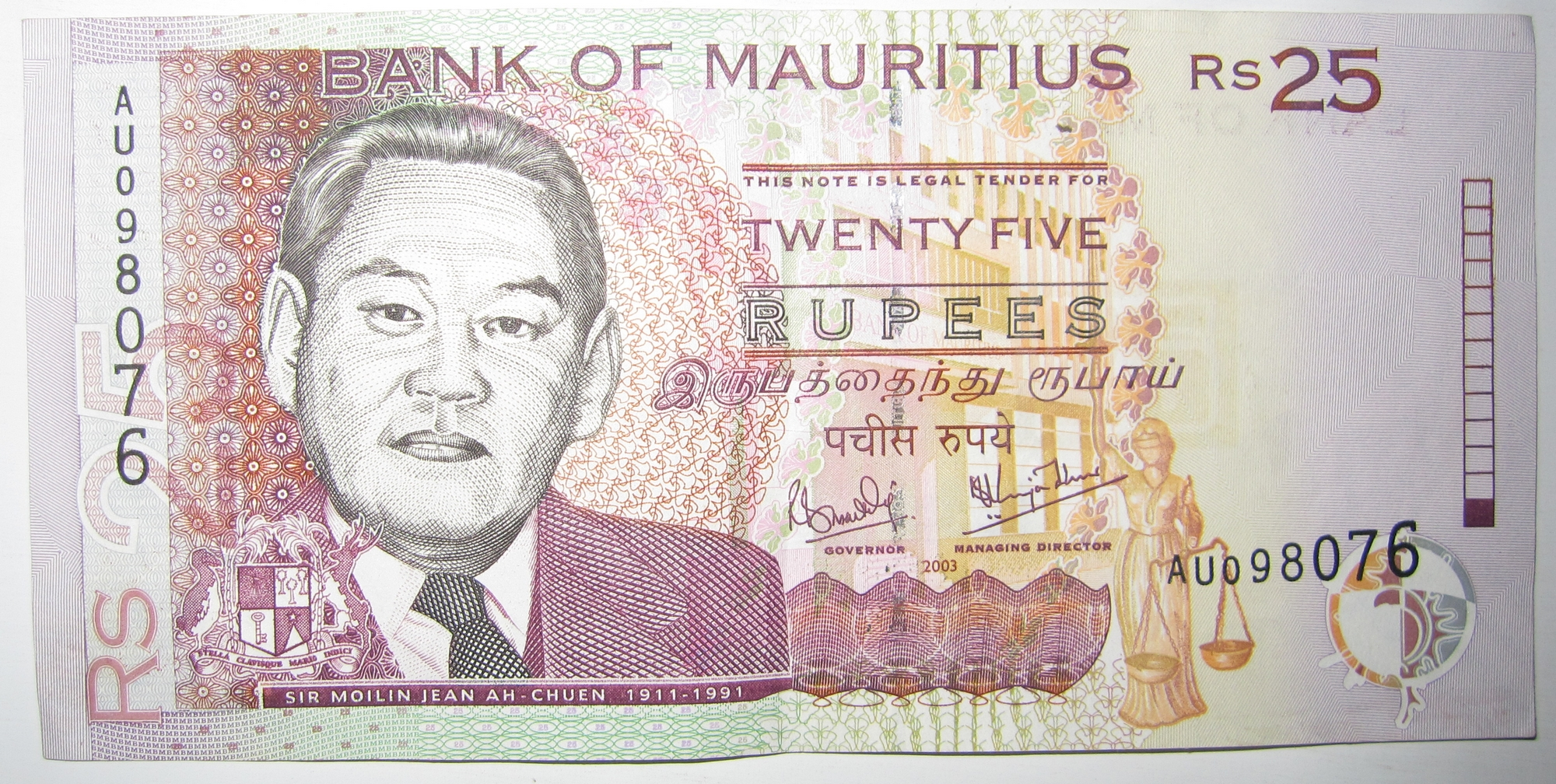
朱梅麟头像印在毛里求斯25卢比上。

朱梅麟爵士（英語：Sir Moilin Jean Ah-Chuen；1911年—1991年10月）是毛里求斯华裔政治家和商人。他于1967-1976年成为该国第一任华裔内阁部长，1949年成为第一任华裔立法委员。教皇约翰·保罗二世授予他勋章，女王伊丽莎白二世封他为爵士。他也是著名的ABC集团的创始人，这是一家多元化的企业集团，在毛里求斯拥有投资银行、食品工业、汽车和航运等多项产业。

## 家庭背景及历史
他的父亲朱维勋于1887年从中国广东梅州来到毛里求斯。在19世纪末的清代，许多客家人出国寻找更好的生活。当时他14岁。他的梦想很简单——创业，赚大钱，然后回家。他确实在一家甘蔗厂附近开了一家不起眼的杂货店。到他去世的时候，他是该国三家商店的老板。
朱梅麟是朱维勋的次子，他从父亲那里学会了管理家里的店铺。
朱梅麟是个积极的人，他把自己的时间奉献给社区，并与几个协会合作。他是毛里求斯中文报纸《中华日报》的联合创始人之一。

## 职业生涯
1931年，20岁的朱梅麟在路易斯港皇后街18号开了自己的便利店。这家商店叫ABC，意思是“中央市场”，因为它位于中央市场的对面。后来他的儿子们也加入了他的生意。他接管了这家小公司，并将其扩展为一个高度多元化的公司。现在，公司包括汽车进口、银行、金融和保险服务、食品生产和分销、航运和货运等部门。
2017年，他创立的ABC集团被《福布斯》杂志评为毛里求斯领先商业组织之一，他的儿子被评为毛里求斯千万富翁商人之一。
朱梅麟成为毛里求斯最成功的企业家之一。1948年，他还是毛里求斯联合保险公司的创始成员之一，该公司专注于保险、养老金计划和投资，目前在毛里求斯证券交易所上市，代码为MUA。该组织现在在东非的几个国家都有业务。

## 政治
31岁时，他成为华人商会最年轻的会长。这一职位标志着他政治生涯的开始。在他的领导下，该商会后来在第二次世界大战期间为毛里求斯的华人社区提供食物方面发挥了重要作用，当时日本军舰和潜艇破坏了这个岛国的食物供应。
1948年，英国殖民政府邀请他作为华人的代表，担任立法议会议员。
1968年毛里求斯独立后，西沃萨古尔·拉姆古兰担任总理，朱梅麟则成为政治家并成为地方政府的部长。
地方政府部门负责毛里求斯的地方政府事务，让朱梅麟在该国独立后的工业化进程中发挥了关键作用。他协助建立了毛里求斯自由贸易区。通过他的关系，第一批来自台湾和香港的投资者来到毛里求斯建立纺织品业务，这有助于降低该国的失业率。
1980年，朱梅麟被英国女王伊丽莎白二世封为爵士。

## 遗产
他于1991年10月去世，给他的11个孩子留下了遗产。
2000年，他的女儿李朱志筠成为首位毛里求斯华裔驻华大使。她曾於1981年至 1984年在台灣立法院任職。
为了表彰他对国家所做的贡献，朱梅麟爵士的肖像于1998年被印在毛里求斯25卢比纸币上。
2007年，他的孩子们决定把他们家在玫瑰山的老房子改造成一个博物馆和纪念中心。博物馆将于两年后的2009年向公众开放。
他的传记由毛里求斯作家丽莉安·贝特罗撰写，于2008年出版。
2011年，毛里求斯邮政还发行了邮票来纪念他的百年诞辰。